# Wolfgang Caspar Printz
Wolfgang Caspar Printz (Waldthurn, 10 octobre 1641 – Sorau, 13 octobre 1717), connu parfois sous la graphie Kaspar, est un théoricien et historien de la musique, compositeur et romancier allemand qui, après avoir étudié la théologie, est nommé cantor à Promnitz, Treibel et Sorau en Silésie (aujourd'hui Żary en Pologne).
Son Historische Beschreibung der edlen Musik - und Kleinkunst...  est la première histoire de la musique de langue allemande et une source documentaire importante sur la théorie et la pratique de la musique du XVIIe siècle.

## Biographie
Printz est le fils d'un forestier du haut-palatinat. Jeune, il est l'élève de Kilian Hammer et acquiert la technique du violon et des instruments à clavier. Il se rend à Weiden entre 1654 et 1659 pour y poursuivre ses études avec Wolfgang Altus et l'organiste Johann Conrad Merz et Hans Christoph Schaber. Puis il entre à l'université de théologie d'Altdorf, près de Nuremberg à partir de 1659 tout en poursuivant ses études de l'instrument au collegium musicum où il joue du violon et de la basse de violon,. Ses aptitudes musicales sont probables, mais non documentées. Il est nommé pasteur luthérien en 1661 et travaille en tant que tuteur, mais il retourne bientôt à la musique, employé comme ténor à la cour de Heidelberg. Il entre ensuite au service d'un aristocrate néerlandais qu'il accompagne en Italie, où il rencontre le théoricien Athanasius Kircher, dont l'influence est importante et se consacre à la théorie musicale, collectant les ouvrages sur le sujet,.
De retour en Allemagne dès 1662, à l'âge de vingt-et-un ans, il s'installe à Dresde, où Francesco Santi, musicien de la cour, le recommande pour un poste : il est nommé compositeur et maître de chapelle à la cour du comte Erdmann de Promnitz à Surau, en Silésie. Il voyage avec son nouvel employeur, en Bohème et dans les camps militaires de Hongrie.
Après la mort du comte en 1664, il accepte un poste de cantor à Triebel puis à l'église de Sorau l'année suivante. En 1682, il est nommé directeur de la musique du comte Balthasar Erdmann de Promnitz (1679–1703), jusqu'à son remplacement par le jeune Georg Philipp Telemann en 1704.
Il publie plusieurs compositions musicales ; ainsi que des romans anciennement attribués à Johann Kuhnau.  Son œuvre musicale (environ 150 concertos et 48 canzonettas) est entièrement détruite, ainsi que sa bibliothèque, dans l'incendie qui ravage Sorau en mai 1684. Sa description historique offre toujours des informations utiles sur les compositeurs du XVIIe siècle. Parmi ses vingt-deux traités, six sont conservés et sont incontestablement d'une grande valeur en tant que documents sur la théorie musicale et l'histoire,. Son ouvrage intitulé Historische Beschreibung der edlen Musik - und Kleinkunst... (1690),  est la première histoire de la musique de langue allemande. Son exposé systématique de sa théorie du rythme est de grande valeur (Compendium musicae, 1668) ; il reprend en détail les constatations antérieures de Descartes (1618). L'œuvre la plus importante de Printz, largement sous-estimée est son Phrynis Mitilenaeus, oder Satyrischer Componist (1696) en trois volumes, consacrée à Phrynis de Mytilène. 
Printz peut légitimement être considéré comme le premier théoricien allemand à tenter une codification encyclopédique de la connaissance musicale. Il est ainsi, le prédécesseur des auteurs allemands du siècle suivant qu'il influence considérablement, tels que Mattheson et Walther.

## Œuvres

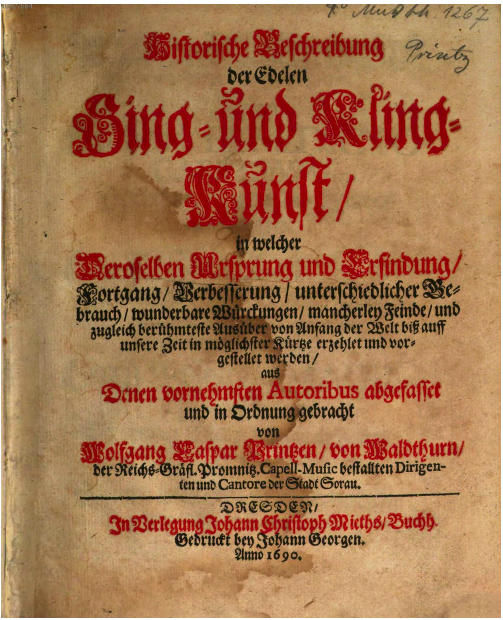
Page de titre de Historische Beschreibung der edelen Sing, 1690. (Münchener Digitalisierungszentrum).

### Écrits théoriques
- Kurtzer Bericht Wie man einen jungen Knaben auf das leichteste nach ietziger Manier könne singen lehren (Zittau, 1666). (Digitalisat dans Staatsbibliothek zu Berlin). Seconde edition: Anweisung zur Singe-Kunst, oder Kurzer Bericht wie man einen Knaben … könne singen lehren (Guben, 1671)
- Compendium musicae in quo … explicantur … omnia ea quae ad Oden artificiose componendam requiruntur (Guben, 1668)
- Musica modulatoria vocalis, oder Manierliche und zierliche Sing-Kunst (Schweidnitz, 1678) [lire en ligne]
- Declaration oder Weitere Erklärung der Refutation des Satyrischen Componistens (1679)
- Compendium musicae signatoriae et modulatoriae vocalis, das ist Kurtzer Begriff aller derjenigen Sachen, so einem, der die Vocal-Music lernen will, zu wissen von nöthen seyn (Dresde, 1689)
- Exercitationes musicae theoretico-practicae curiosae de concordantiis singulis, das ist Musicalische Wissenschaft und Kunst-Übungen, chapitres i–iii (Dresde, 1687); iv–vi (Dresde, 1688); vii–viii (Dresde, 1689) volume 4 non publié. (BNF 31152183)
- Historische Beschreibung der edelen Sing- und Kling-Kunst (Dresde, 1690) (BNF 31152184) [lire en ligne]
- Musicus curiosus, oder Battalus, der vorwitzige Musicant, in einer sehr lustigen, anmuthigen, unertichteten, und mit schönen Moralien durchspickten Geschichte vorgestellet von Mimnermo, des Battali guten Freunde (Freyburg, 1691) (BNF 30950203)
- Phrynis Mitilenaeus, oder Satyrischer Componist (Dresde et Leipzig, 1696) (BNF 31152185) [lire en ligne]

### Romans
Autrefois attribuée à Johann Kuhnau, la paternité reste incertaine.
- Musicus vexatus, oder Der wohlgeplagte doch nichtverzagte, sondern jederzeit lustige Musicus instrumentalis (Freiberg, 1690) [lire en ligne]
- Musicus magnanimus, oder Pancalus, der grossmüthige Musicant (Freiberg, 1691)
- Musicus curiosus, oder Battalus, der vorwitzige Musicant (Freiberg, 1691) [lire en ligne]

### Compositions
Aucun des 150 concertos et 48 canzonettas a 7 n'ont survécu et presque toutes les œuvres musicales sont perdues.
- Canzonette d’avanti … in una opera cantata … con ritornelli, sonatine e sinfonie … e con 5 viole ornate (1679)[6]

## Hommages
L'école primaire de Waldthurn, porte son nom. Lors du 300e anniversaire de sa mort, une plaque a été apposée dans sa ville natale.